# PCH Cristina
PCH Cristina, é uma pequena central hidrelétrica localizada no rio Lambari no município de Cristina(MG), possui potência instalada de 3,8 MW tendo uma geração anual de 17.919 Mwh/ano com capacidade de abastecer uma cidade com 15 mil habitantes. Em 2012, a Energisa S.A. anunciou a compra de todo o capital social da SPE Cristina Energia S.A., dona da PCH Cristina no valor de R$ 22 milhões, incluindo os passivos constituídos na empresa.

## Consórcio
As seguintes empresas fazem parte do consórcio:
- SPE Cristina S.A: responsável pela implantação.[1]
- RBA Construtora S.A: executor das obras civis.[1]
- Equacional Elétrica e Mecânica S.A e Semindustrial Ltda.: fornecimento e montagem de equipamentos eletromecânicos.[1]
- Engecon: componentes hidromecânicos.[1]
- Orteng Equipamentos e Sistemas LTDA: painéis elétricos e sistemas de proteção.[1]
- Energisa Soluções: supervisão da montagem e comissionamento eletromecânica.[1]
- Limiar Engenharia Ambiental: estudos ambientais e gerenciamento do programa controle ambiental.[1]